# 樋口大介
樋口 大介（ひぐち だいすけ、1943年8月18日 - ）は、ドイツ文学者、國學院大學名誉教授。ドイツ近現代文学専攻。

## 経歴
1943年、新潟県生れ。東京大学文学部独文科で学び、中野孝次の薫陶を受けた。1967年に卒業し、同大学院に進学。1970年に修士課程を修了した。
その後、國學院大学文学部助教授となり、後に教授昇格。2012年に國學院大学を定年退任し、名誉教授となった。

## 著作
著書
- 『ニーチェを辿る』泰流社 1985
- 『世界戦争の予告小説家カフカ 『変身』と『判決』』河出書房新社 2005
- 『『変身』ホロコースト予見小説』河出書房新社 2006

訳書
- 『殺された女神』AD.E.イェンゼン著、大林太良・牛島巌共訳、弘文堂(人類学ゼミナール) 1977
- 『トーマス・ミュンツァー 革命の神学者』エルンスト・ブロッホ著、今泉文子共訳、国文社(アウロラ叢書) 1982
- 『黄金の番人:古代の中部アジア』L.I.アルバウム（ロシア語版）・B.ブレンチェス（ドイツ語版）著、大林太良監訳、高濱秀・樋口大介共訳 泰流社 1983
- 『ヴォルフ 大作曲家』アンドレアス・ドルシェル著、音楽之友社 1998

論文
- Cinii